# David Packouz
David Mordechai Packouz (17 febbraio 1982) è un ex trafficante d'armi statunitense.
È noto per il suo coinvolgimento nella controversa vicenda di AEY Inc., una società che ha ottenuto contratti governativi per la fornitura di armi, e per essere stato il soggetto principale del film biografico del 2016 War Dogs.

## Biografia
David Packouz è cresciuto in una famiglia ebrea ortodossa. Suo padre, il rabbino Kalman Packouz, era una figura rispettata nella comunità religiosa ed è autore del libro How to Prevent an Intermarriage. Prima della sua esperienza nel commercio di armi, Packouz ha lavorato come massaggiatore autorizzato e ha mostrato interesse per il settore musicale e tecnologico.

### Carriera nella compravendita di armi
Nel 2005 David si unì a Efraim Diveroli, un giovane imprenditore nel settore delle forniture militari, per gestire AEY Inc., un'azienda che, grazie a contratti con il governo degli Stati Uniti, è rapidamente diventata un attore importante nel mercato delle armi.
Entro il 2006, AEY Inc. aveva firmato 149 contratti governativi, generando un profitto complessivo di oltre 10,5 milioni di dollari. Tuttavia, il contratto più rilevante arrivò nel 2007, quando AEY si aggiudicò un appalto da 300 milioni di dollari per fornire munizioni all'esercito afghano.
Il progetto si rivelò un disastro: AEY fornì munizioni di origine cinese, violando le leggi statunitensi sull'embargo contro la Cina. Il caso sollevò un'inchiesta del Dipartimento della Difesa, che portò alla sospensione dell'azienda. Nel 2008, Packouz si dichiarò colpevole di cospirazione a frodare il governo e fu condannato a sette mesi di arresti domiciliari.

### Vita dopo lo scandalo
Dopo l'esperienza con AEY, Packouz si è reinventato come imprenditore tecnologico e musicista. Ha fondato Singular Sound, una società che produce dispositivi innovativi per musicisti. Il suo prodotto più noto è il BeatBuddy, una drum machine a pedale progettata per chitarristi e musicisti solisti. Il dispositivo è stato ben accolto dalla critica per la sua praticità e qualità sonora.
Packouz è inoltre co-fondatore di War Dogs Academy, una piattaforma educativa online che offre corsi su come avviare e gestire attività di contratti governativi.

## Nella cultura di massa
La vita di David Packouz e il suo coinvolgimento nello scandalo AEY sono stati raccontati nel film War Dogs (2016), diretto da Todd Phillips e interpretato da Miles Teller (nel ruolo di David) e Jonah Hill (nel ruolo di Efraim Diveroli). Il film esplora la trasformazione di Packouz da un giovane idealista a trafficante d'armi e successivamente il suo ritorno alla normalità.
Packouz appare brevemente nel film con un cameo come cantante e chitarrista in una scena ambientata in una casa di riposo.

## Vita privata
David Packouz è padre di una figlia, Amabelle Jane, nata nel 2007, durante il periodo di maggiore successo (e turbolenza) della sua carriera in AEY. È noto per essere attivo sui social media, dove condivide aggiornamenti personali e professionali. Nonostante la notorietà legata allo scandalo, si è affermato come una figura rispettabile nel settore musicale e tecnologico.

## Contributi recenti

### Tecnologia musicale
Oltre al BeatBuddy, Singular Sound ha sviluppato altri dispositivi innovativi per musicisti, tra cui loop station e strumenti per la registrazione.

### Filantropia
Packouz ha collaborato a progetti volti a supportare i veterani di guerra e musicisti emergenti.
| Controllo di autorità | VIAF (EN) 794147270586735700009 · LCCN (EN) no2016109398 |